# Bismo
Bismo is een plaats in de Noorse gemeente Skjåk, provincie Innlandet. Bismo telt 550 inwoners (2007) en heeft een oppervlakte van 1,22 km².